# 니시타니촌 (후쿠이현)
니시타니촌(西谷村)은 후쿠이현 오노군에 설치되었던 촌이다. 1970년 7월 1일 오노시에 편입되어 소멸하였다.
현재는 니시타니촌의 중심 취락이었던 나카지마(현재의 오노시 나카지마)에 마나히메코 청소년 여행촌이 정비되어 여름을 중심으로 레저나 캠프를 목적으로 관광객이 방문하고 있다.

## 요약
면적은 198km2이다. 11개의 취락이 있고 1960년 국세조사에서는 인구 1,605명이었다. 현재의 오노시의 남부 일대에 해당한다.
1959년의 사사이가와 댐의 건설에 수반해 3 취락이 수몰되게 되어 이촌, 또 1963년의 삼팔 폭설의 피해에 의해 3 취락이 이촌.남은 마을도 1965년 9월 15일 49풍수해로 인해 엄청난 피해를 입었다.그 후 일단은 부흥에 이야기가 진행되어도, 1966년에 구두룡천 지류의 마나강에 마나강 댐이 건설되게 되어, 비수몰 마을도 포함한 전주민의 집단 이촌이 결정.촌민은 오노 시를 중심으로 현 내외 각지로 거처를 옮겼다.오노시는 시내에의 이주나 취업을 희망한 촌민을 받아 들이기 위해, 1966년에 오노시 시모이( 구 오노군 가미쇼촌)에 집합주택 「시영 니시타니 단지」(20동 80호)를 건설했다.1969년에는 새로운 행정구명을 니시타니촌 주민으로부터 공모해, 「서리」라고 명명.'시영 서리 단지'가 되었다. 1969년 11월, 니시사토 단지 근방의 동시 시노자에 '니시타니 신사'를 창건, 촌내 각지의 신사를 합사했다. 촌은 1970년 6월 30일 현재 폐촌되고 다음날 전역이 오노시에 편입되었다. 니시타니 신사는 우지코 감소로 인해 2015년 시노자 신사에 합사되었다가 폐사되었다.
댐 건설로 폐촌된 기후 현의 도쿠야마 촌과는 산 하나를 사이에 두고 있을 뿐 지리적으로는 인접이라는 위치 관계가 되지만 직접적으로 둘을 연결하는 간선도로는 없다.